# Sombor Celtis
I Sombor Celtis sono una squadra di football americano di Sombor, in Serbia, fondata nel 2005.
Partecipano al campionato serbo di football americano.

## Dettaglio stagioni

### Tornei nazionali

#### Campionato

##### Superliga/Prva Liga (primo livello)
| Stagione | regular season | regular season | regular season | regular season | regular season | regular season | playoff | playoff | playoff | playoff | playoff | playoff   | playoff    |
|          | Vin            | Par            | Per            | Tot            | PF             | PS             | Vin     | Per     | Tot     | PF      | PS      | risultato | avversaria |
| -------- | -------------- | -------------- | -------------- | -------------- | -------------- | -------------- | ------- | ------- | ------- | ------- | ------- | --------- | ---------- |
| 2011     | 1              | 0              | 6              | 7              | 70             | 297            | -       | -       | -       | -       | -       | -         | -          |
| 2017     | 0              | 0              | 7              | 7              | 33             | 247            | -       | -       | -       | -       | -       | -         | -          |
| Totale   | 1              | 0              | 13             | 14             | 103            | 544            | -       | -       | -       | -       | -       |           |            |

Fonti: Enciclopedia del Football - A cura di Roberto Mezzetti

##### Prva Liga (secondo livello)/Druga Liga
| Stagione | regular season | regular season | regular season | regular season | regular season | regular season | playoff | playoff | playoff | playoff | playoff | playoff    | playoff            |
|          | Vin            | Par            | Per            | Tot            | PF             | PS             | Vin     | Per     | Tot     | PF      | PS      | risultato  | avversaria         |
| -------- | -------------- | -------------- | -------------- | -------------- | -------------- | -------------- | ------- | ------- | ------- | ------- | ------- | ---------- | ------------------ |
| 2012     | 3              | 0              | 5              | 8              | 124            | 227            | -       | -       | -       | -       | -       | -          | -                  |
| 2013     | 1              | 0              | 4              | 5              | 58             | 145            | -       | -       | -       | -       | -       | -          | -                  |
| 2014     | 2              | 0              | 4              | 6              | 52             | 122            | -       | -       | -       | -       | -       | Retrocessi | -                  |
| 2016     | 6              | 0              | 0              | 6              | 163            | 22             | -       | -       | -       | -       | -       | Promossi   | -                  |
| 2018     | 2              | 0              | 3              | 5              | 71             | 90             | 0       | 1       | 1       | 0       | 29      | Semifinale | Novi Sad Wild Dogs |
| Totale   | 14             | 0              | 16             | 30             | 468            | 606            | 0       | 1       | 1       | 0       | 29      |            |                    |

Fonti: Enciclopedia del Football - A cura di Roberto Mezzetti

##### Treća Liga
| Stagione | regular season | regular season | regular season | regular season | regular season | regular season | playoff | playoff | playoff | playoff | playoff | playoff     | playoff    |
|          | Vin            | Par            | Per            | Tot            | PF             | PS             | Vin     | Per     | Tot     | PF      | PS      | risultato   | avversaria |
| -------- | -------------- | -------------- | -------------- | -------------- | -------------- | -------------- | ------- | ------- | ------- | ------- | ------- | ----------- | ---------- |
| 2015     | 3              | 0              | 1              | 4              | 68             | 14             | -       | -       | -       | -       | -       | Co-campioni | -          |
| Totale   | 3              | 0              | 1              | 4              | 68             | 14             | -       | -       | -       | -       | -       |             |            |

Fonti: Enciclopedia del Football - A cura di Roberto Mezzetti

### Riepilogo fasi finali disputate
| Anno          | Luogo | Evento     | Fase del torneo | Incontro                           | Risultato |
| 2 giugno 2018 |       | Druga Liga | Semifinale      | Novi Sad Wild Dogs - Sombor Celtis | 29 - 0    |

## Palmarès
- 1 Campionato serbo di secondo livello (2016)
- 1 Campionato serbo di terzo livello (2015[1])